# مواسير (لاعب كرة قدم مواليد 1993)
مواسير هو لاعب كرة قدم برازيلي، ولد في 13 مارس 1993 في جوينفيل في البرازيل.

## وصلات خارجية
- مواسير (لاعب كرة قدم مواليد 1993) على موقع قاعدة بيانات كرة القدم.إي يو (الإنجليزية)
- مواسير (لاعب كرة قدم مواليد 1993) على موقع Soccerway.com (الإنجليزية)